# Уголовно-правовой режим несовершеннолетних в России
Уголовно-правовой режим несовершеннолетних в России (особенности уголовной ответственности несовершеннолетних, ювенальное уголовное право) — установленный уголовным законодательством России специфический уголовно-правовой режим, предусматривающий значительное смягчение репрессивных мер в отношении лиц подросткового возраста вследствие их психофизиологической и социальной незрелости, несформировавшейся у них системы социальных ориентиров, значительной подверженности влиянию со стороны взрослых преступников.
Представление о необходимости применения к юным преступникам иных мер воздействия, нежели к взрослым, возникло ещё в XIX веке. Именно тогда было теоретически обосновано применение к несовершеннолетним, совершившим преступления, прежде всего воспитательных, а не карательных мер.
В настоящее время уголовно-правовой режим несовершеннолетних в России регулируется разделом V Уголовного кодекса РФ «Уголовная ответственность несовершеннолетних». Помимо этого учитываются нормы международных документов: Конвенции о защите прав человека и основных свобод (1950 г.), Конвенции о правах ребенка (1989 г.), Минимальных стандартных правил Организации Объединенных Наций, касающихся отправления правосудия в отношении несовершеннолетних (Пекинских правил, 1985 г.), Миланского плана действий и Руководящих принципов в области предупреждения преступности и уголовного правосудия в контексте развития и нового международного экономического порядка (1985 г.), Руководящих принципов Организации Объединенных Наций для предупреждения преступности среди несовершеннолетних (Эр-Риядских руководящих принципов, 1990 г.). Также подлежат учету и другие официальные документы, например Рекомендации N Rec (2003) 20 Комитета Министров Совета Европы государствам-членам о новых подходах к преступности среди несовершеннолетних и о значении правосудия по делам несовершеннолетних.

## История

### Российская империя
Изъятия из общего уголовно-правового режима предусматривались для несовершеннолетних ещё с XIX века. Уложение о наказаниях уголовных и исправительных 1845 года содержало соответствующие положения в ст.ст. 142—150. В основном изъятия касались применения наказаний к определённым возрастным категориям несовершеннолетних: предусматривалось назначение более мягких видов наказаний, чем для взрослых преступников. Так, ст. 148 предусматривала, что за совершение преступлений по неосторожности несовершеннолетние могут быть подвергнуты лишь домашнему исправительному наказанию по распоряжению родителей или опекунов. Несовершеннолетние не могли быть осуждены к каторге и ссылке. Если несовершеннолетний вовлекался в совершение преступления взрослым лицом, наказание ему смягчалось.
Устава о наказаниях, налагаемых мировыми судьями 1864 года предусматривал (ст. 6), что несовершеннолетних в возрасте от 10 до 17 лет мировые судьи вправе вместо заключения в тюрьму помещать в исправительные приюты.
В Уголовном уложении 1903 года предусматривалась норма о возрастной невменяемости (ст. 41): «не вменяется в вину преступное деяние, учиненное несовершеннолетним от 10 до 17 лет, который не мог понимать свойства и значения им совершаемого или руководить своими поступками». Выделялось три возрастных категории несовершеннолетних: от 10 до 14 лет, от 14 до 17 лет, от 17 лет до 21 года. Для первых двух категорий наказание могло заменяться мерами принудительного воздействия или смягчаться, для последней — только смягчаться.

### Советская Россия
В первые годы советской власти в отношении несовершеннолетних действовал принцип «для детей нет суда и тюрьмы». Декрет СНК от 14 января 1918 года отменил суды и тюремное заключение для малолетних и несовершеннолетних. Дела об общественно опасных деяниях, совершённых лицами в возрасте до 17 лет, рассматривались комиссией по делам несовершеннолетних и по итогам либо освобождались, либо направлялись в убежища Народного комиссариата общественного призрения. Тенденция применения к несовершеннолетним в первую очередь принудительных мер воспитательного характера, а не мер уголовного наказания, сохранялась до начала 1930-х годов.

### СССР
С начала 1930-х годов в рамках общей тенденции ужесточения уголовного законодательства усилилась и уголовная ответственность несовершеннолетних. Постановление ЦИК и СНК от 5 апреля 1935 года «О мерах борьбы с преступностью несовершеннолетних». Был понижен до 12 лет возраст уголовной ответственности за кражу, причинение насилия, телесных повреждений, увечий, убийство; отменена возможность применения к несовершеннолетним мер медико-педагогического характера. Постановлением СНК СССР и ЦК ВКП(б) «О мерах ликвидации детской беспризорности и безнадзорности» от 31 мая 1935 года были ликвидированы комиссии по делам несовершеннолетних.
В то же время, в период Великой Отечественной войны 1941—1945 годов и послевоенные годы значительное внимание уделялось профилактике подростковой преступности. Значительные усилия государство прилагало к борьбе с беспризорностью. В этот период также достаточно часто применялись воспитательные, а не карательные меры. 
Постановление Пленума Верховного Суда СССР от 17 февраля 1948 года «О применении Указов от 4 июня 1947 г. в отношении несовершеннолетних» указывало, что суды должны в случае совершения хищения в незначительных размерах несовершеннолетними в возрасте от 12 до 16 лет ставить на обсуждение вопрос о прекращении дела в уголовном порядке за нецелесообразностью применения мер уголовного наказания и направлении обвиняемых в трудовые воспитательные колонии.
Принятие Основ уголовного законодательства Союза ССР и союзных республик 1958 года и УК РСФСР 1960 года вновь смягчило уголовно-правовой режим несовершеннолетних. Был повышен до 16 лет общий возраст уголовной ответственности (до 14 — пониженный возраст по отдельным преступлениям). К несовершеннолетним не применялись наказания в виде ссылки, высылки, лишения свободы в виде заключения в тюрьме и др. Кроме того, законодательство содержало положения, которые предлагали правоприменителю преимущественно применять воспитательные меры к несовершеннолетним, совершившим преступления, не представляющие большой общественной опасности. Предусматривалась значительная роль общественных объединений в реализации мер реагирования на совершение несовершеннолетними общественно опасных деяний. П. 6 ст. 63 УК РСФСР в качестве принудительной меры воспитательного характера предусматривал передачу несовершеннолетнего под наблюдение трудового коллектива, общественной организации или отдельному гражданину либо назначение общественного воспитателя в соответствии с Положением об общественных воспитателях несовершеннолетних.
Дальнейшее смягчение уголовно-правового режима несовершеннолетних было осуществлено с принятием Указа Президиума Верховного Совета СССР от 15 февраля 1977 г. «О дополнении Основ уголовного законодательства Союза ССР и союзных республик статьей 39-1», который ввёл в законодательство институт отсрочки исполнения приговора несовершеннолетнему. При назначении наказания несовершеннолетнему, впервые осуждаемому к лишению свободы до 3 лет, судом, с учетом характера и степени общественной опасности совершенного преступления, личности виновного и иных обстоятельств дела, а также возможности его исправления и перевоспитания без изоляции от общества, исполнение приговора к лишению свободы в отношении такого лица могло быть отсрочено на срок от 6 месяцев до 2 лет.
Основы уголовного законодательства Союза ССР и республик 1991 года выделили нормы об уголовной ответственности несовершеннолетних в отдельный раздел. 

### Российская Федерация
Данная техника была применена и при конструировании структуры Уголовного кодекса РФ 1996 года.
Принятый в 1996 году Уголовный кодекс РФ значительно смягчил уголовно-правовой режим несовершеннолетних. Значительно расширился круг оснований для применения принудительных мер воспитательного воздействия, уменьшились сроки и размеры наказаний, применяемых к несовершеннолетним (особенно исправительных работ и штрафа), сократились сроки давности по преступлениям, совершённым несовершеннолетними и сроки погашения судимости. УК РФ является первым актом российского уголовного законодательства, предписывающим при назначении наказания несовершеннолетнему учитывать условия его жизни и воспитания, уровень психического развития, иные особенности личности, а также влияние на него старших по возрасту лиц.

## Определение несовершеннолетнего возраста
Согласно ст. 87 УК РФ, несовершеннолетними признаются лица, которым ко времени совершения преступления исполнилось 14, но не исполнилось 18 лет.
Лицо считается достигшим определённого возраста не в день рождения, а по его истечении, то есть с 0 часов следующих суток. При установлении возраста несовершеннолетнего судебно-медицинской экспертизой днем его рождения считается последний день того года, который определен экспертами, а при установлении возраста, исчисляемого числом лет, суду следует исходить из предлагаемого экспертами минимального возраста такого лица.
Достижение возраста уголовной ответственности не всегда означает, что лицо может быть признано субъектом уголовной ответственности. Если лицо достигло данного возраста, но вследствие отставания в психическом развитии, не связанном с психическим расстройством, во время совершения общественно опасного деяния не могло в полной мере осознавать фактический характер и общественную опасность своих действий (бездействия) либо руководить ими, оно не подлежит уголовной ответственности (ч. 3 ст. 20 УК РФ). Вопрос о наличии отставания в психическом развитии решается судебной психолого-психиатрической экспертизой.
Согласно ст. 96 УК РФ, в исключительных случаях с учетом характера совершенного деяния и личности суд может применить положения уголовно-правового режима несовершеннолетних к лицам, совершившим преступления в возрасте от 18 до 20 лет, кроме помещения их в специальное учебно-воспитательное учреждение закрытого типа либо воспитательную колонию.

## Особенности уголовной ответственности и наказания несовершеннолетних
Все особенности уголовной ответственности и наказания несовершеннолетних направлены на смягчение применяемых к ним мер ответственности и наказания.
К несовершеннолетним могут применяться не все виды наказаний. Согласно ст. 88 УК РФ, видами наказаний, назначаемых несовершеннолетним, являются:
- штраф;
- лишение права заниматься определенной деятельностью;
- обязательные работы;
- исправительные работы;
- ограничение свободы;
- лишение свободы на определенный срок.

До января 2010 года законодательством предусматривалась возможность применения к несовершеннолетним ареста (вместо ограничения свободы), однако в настоящее время возможность применения данного наказания к несовершеннолетним отсутствует.
Сроки и размеры наказаний, применяемых к несовершеннолетним, снижены.
Штраф назначается несовершеннолетним в размере от 1000 до 50000 рублей или в размере заработной платы или иного дохода за период от двух недель до шести месяцев. При этом наличие у несовершеннолетнего самостоятельного заработка или имущества, на которое может быть обращено взыскание не является обязательным условием назначения штрафа. Штраф, назначенный несовершеннолетнему осужденному, по решению суда может взыскиваться с его родителей или иных законных представителей с их согласия. В юридической литературе отмечается, что возможность взыскания штрафа с родителей и законных представителей не согласуется с принципом личной ответственности и вызывает проблемы при применении норм о злостном неисполнении данного наказания.
Лишение права заниматься определенной деятельностью применяется к несовершеннолетним на общих основаниях, предусмотренных ст. 47 УК РФ.
Обязательные работы назначаются на срок от 40 до 160 часов, заключаются в выполнении работ, посильных для несовершеннолетнего, и исполняются им в свободное от учебы или основной работы время. Продолжительность исполнения данного вида наказания лицами в возрасте до 15 лет не может превышать 2 часов в день, а лицами в возрасте от 15 до 16 лет — трех часов в день.
Исправительные работы назначаются несовершеннолетним осужденным на срок до одного года. Допускается назначение данного наказания лицам моложе 16 лет, однако при этом должны учитываться ограничения ст. 63 Трудового кодекса РФ, касающиеся характера работ и совмещения их с обучением. Назначение наказания в виде исправительных работ в соответствии с частью 4 статьи 88 УК РФ возможно и в отношении несовершеннолетнего, проходящего обучение в общеобразовательных учреждениях, учреждениях начального профессионального, среднего профессионального, высшего профессионального образования, кроме тех случаев, когда его исполнение может реально препятствовать продолжению обучения, например при очной форме обучения. При назначении несовершеннолетнему наказания в виде исправительных работ, суду надлежит обсудить возможность условного осуждения к данному виду наказания.
На лиц, осужденных к наказаниям в виде исправительных работ и обязательных работ, распространяются нормы Трудового кодекса Российской Федерации об особенностях регулирования труда работников в возрасте до 18 лет.
Ограничение свободы назначается несовершеннолетним осужденным только в виде основного наказания на срок от 2 месяцев до 2 лет.
Наказание в виде лишения свободы назначается несовершеннолетним осужденным, совершившим преступления в возрасте до 16 лет, на срок не свыше 6 лет. Этой же категории несовершеннолетних, совершивших особо тяжкие преступления, а также остальным несовершеннолетним осужденным наказание назначается на срок не свыше 10 лет. При назначении несовершеннолетнему осужденному наказания в виде лишения свободы за совершение тяжкого либо особо тяжкого преступления низший предел наказания, предусмотренный соответствующей статьей Особенной части УК РФ, сокращается наполовину.
Наказание в виде лишения свободы не может быть назначено несовершеннолетнему осужденному, совершившему в возрасте до 16 лет преступление небольшой или средней тяжести впервые, а также остальным несовершеннолетним осужденным, совершившим преступления небольшой тяжести впервые. Наказание в виде лишения свободы не может быть назначено данным категориям несовершеннолетних ни в каком случае, даже в порядке замены более мягких видов наказания при их злостном неисполнении. Впервые совершившим преступление небольшой или средней тяжести следует считать лицо, совершившее одно или несколько преступлений, ни за одно из которых оно ранее не было осуждено, либо когда предыдущий приговор в отношении его не вступил в законную силу или судимости за ранее совершенные преступления сняты и погашены в установленном законом порядке.
Лишение свободы отбывается несовершеннолетними в  воспитательных колониях.  В целях закрепления результатов исправления, завершения среднего (полного) общего образования или профессиональной подготовки осужденные, достигшие возраста 18 лет, могут быть оставлены в воспитательной колонии до окончания срока наказания, но не более чем до достижения ими возраста 19 лет (ч. 1 ст. 139 УИК РФ). Отрицательно характеризующиеся осужденные к лишению свободы, достигшие возраста 18 лет, переводятся для дальнейшего отбывания наказания из воспитательной колонии в изолированный участок воспитательной колонии, функционирующий как исправительная колония общего режима, при его наличии или в исправительную колонию общего режима (ч. 1 ст. 140 УИК РФ). Все осужденные, достигшие возраста 19 лет, переводятся для дальнейшего отбывания в исправительную колонию общего режима (ч. 3 ст. 140 УИК РФ).
При назначении наказания несовершеннолетнему, помимо общих обстоятельств, учитываются условия его жизни и воспитания, уровень психического развития, иные особенности личности, а также влияние на него старших по возрасту лиц. Суд может дать указание органу, исполняющему наказание, об учете при обращении с несовершеннолетним осужденным определенных особенностей его личности. Следует иметь в виду, что наказание несовершеннолетних преследует прежде всего цель перевоспитания и исправления, и поэтому всегда рассматривается вопрос о возможности достижения данных целей без изоляции осуждённого от общества. Наказание в виде лишения свободы суд вправе назначить только в случае признания невозможности его исправления без изоляции от общества, с приведением мотивов принятого решения.
Если несовершеннолетнему не может быть назначено наказание в виде лишения свободы, а санкция статьи Особенной части УК РФ, по которой он осужден, не предусматривает иного вида наказания, подлежит назначению другой, более мягкий вид наказания с учетом положений статьи 88 УК РФ.
Законодательно не разрешён вопрос о применимости к несовершеннолетним осуждённым правил о назначении наказания по совокупности преступлений и совокупности приговоров, согласно которым максимальный срок лишения свободы при использовании данных правил составляет соответственно 25 и 30 лет. Правоведами указывается, что специальная норма ч. 6 ст. 88 УК РФ, ограничивающая максимальный срок лишения свободы для несовершеннолетних 10 годами лишения свободы, в соответствии с правилами конкуренции норм и принципом гуманизма должна иметь приоритет. Аналогичную позицию занимает Верховный суд РФ.
К несовершеннолетним широко применяется условное осуждение. В исключение из общего правила, если несовершеннолетний совершил в течение испытательного срока новое преступление, не являющееся особо тяжким, суд с учетом обстоятельств дела и личности виновного может повторно принять решение об условном осуждении, установив новый испытательный срок и возложив на несовершеннолетнего исполнение определенных обязанностей.
На условно осуждённых несовершеннолетних могут возлагаться обязанности различного характера, способствующие их исправлению. В частности, суд вправе при наличии к тому оснований обязать осужденного пройти курс социально-педагогической реабилитации (психолого-педагогической коррекции) в учреждениях, оказывающих педагогическую и психологическую помощь гражданам (обучающимся, воспитанникам, детям), имеющим отклонения в развитии; пройти обследование в наркологическом диспансере; пройти курс лечения от алкоголизма (наркомании, токсикомании) и др..
Для лиц, совершивших преступления до достижения возраста восемнадцати лет, сокращаются сроки погашения судимости (ст. 95 УК РФ). Они составляют:
- 6 месяцев после отбытия или исполнения наказания более мягкого, чем лишение свободы;
- 1 год после отбытия лишения свободы за преступление небольшой или средней тяжести;
- 3 года после отбытия лишения свободы за тяжкое или особо тяжкое преступление.

Судимости за преступления, совершенные лицом в возрасте до восемнадцати лет, не учитываются при признании рецидива преступлений (ч. 4 ст. 18 УК РФ), ввиду чего институт рецидива в отношении несовершеннолетних не применяется.

## Особенности освобождения несовершеннолетних от уголовной ответственности и наказания
Сроки давности, предусмотренные статьями 78 и 83 УК РФ, при освобождении несовершеннолетних от уголовной ответственности или от отбывания наказания сокращаются наполовину. Таким образом, при совершении преступлений несовершеннолетними применяются следующие сроки давности:
- 1 год при совершении преступления небольшой тяжести;
- 3 года при совершении преступления средней тяжести;
- 5 лет при совершении тяжкого преступления;
- 7 лет 6 месяцев при совершении особо тяжкого преступления.

К несовершеннолетним применяются смягчённые основания условно-досрочного освобождения от наказания: снижается срок наказания, отбытие которого требуется для предоставления возможности освобождения. Согласно для освобождения от наказания требуется отбытие:
- 1/3 наказания за преступление небольшой или средней тяжести, тяжкое преступление;
- 2/3 наказания за особо тяжкое преступление.

## Принудительные меры воспитательного воздействия
Российское законодательство не рассматривает принудительные меры воспитательного воздействия как разновидность наказания. Они представляют собой разновидность иных мер уголовно-правового характера, направленную на перевоспитание лица, совершившего преступление. Данные меры могут входить в содержание уголовной ответственности или не охватываться ею. УК РФ предусмотрены следующие принудительные меры воспитательного воздействия (ст. 90, 91 УК РФ):
- предупреждение;
- передача под надзор родителей или лиц, их заменяющих, либо специализированного государственного органа (комиссии по делам несовершеннолетних и защите их прав);
- ограничение досуга и установление особых требований к поведению несовершеннолетнего;
- помещение в специальное учебно-воспитательное учреждение закрытого типа.

Все эти меры, кроме последней, могут применяться как в порядке освобождения от уголовной ответственности, так и в порядке освобождения от уголовного наказания, и применяются при совершении преступлений небольшой и средней тяжести. Помещение в учебно-воспитательное учреждение закрытого типа допускается только в рамках освобождения от уголовного наказания, и применяется также при совершении тяжких преступлений, за исключением перечисленных в ч. 5 ст. 92.
Принудительные меры воспитательного воздействия могут отменяться в случае их систематического неисполнения. В таком случае несовершеннолетний привлекается к уголовной ответственности.